# Aloe bellatula

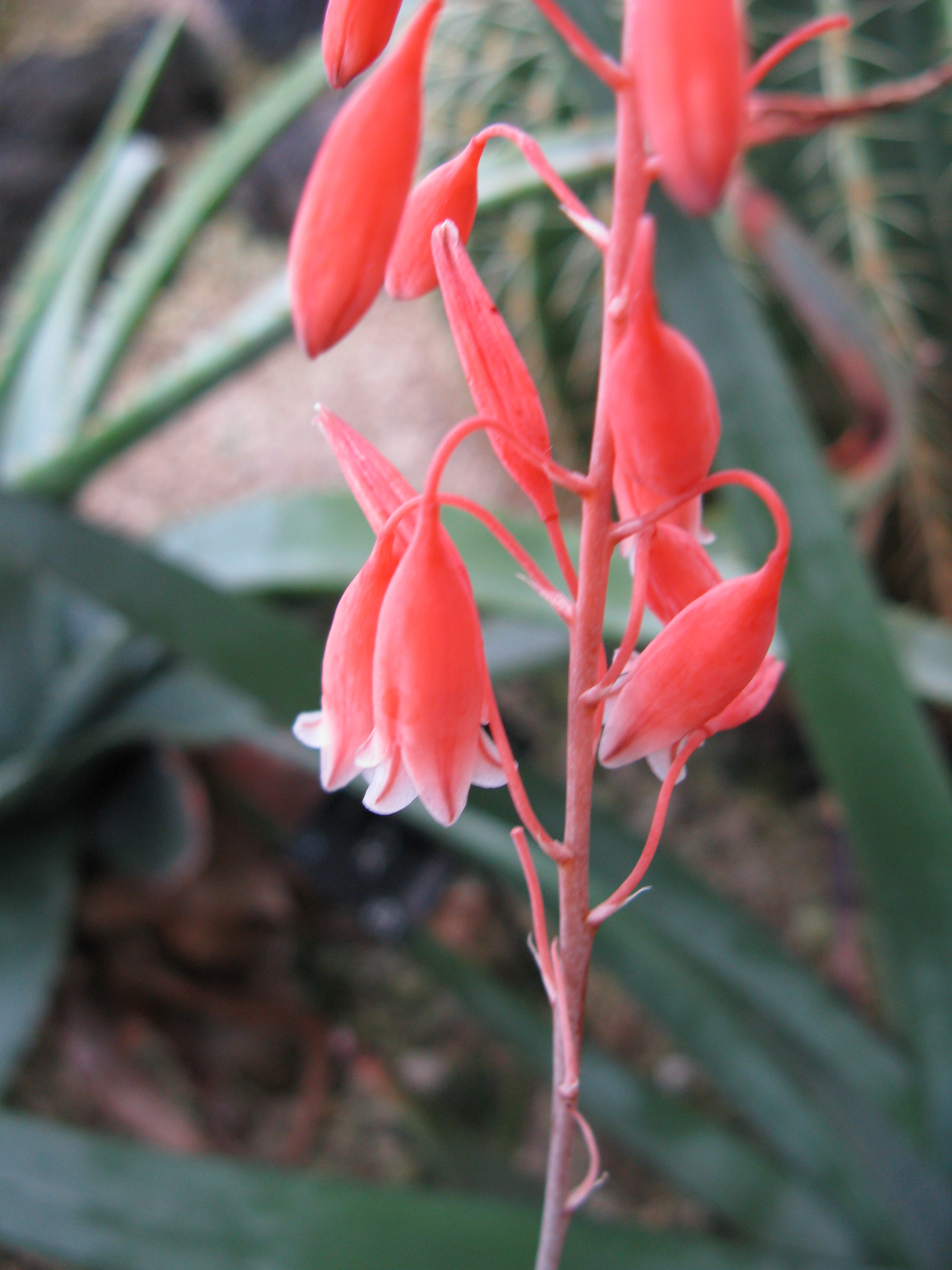
Blüten

Aloe bellatula ist eine Pflanzenart der Gattung der Aloen in der Unterfamilie der Affodillgewächse (Asphodeloideae). Das Artepitheton bellatula leitet sich von der Verkleinerungsform des lateinischen Wortes bellus ab und bedeutet ‚schön‘.

## Beschreibung

### Vegetative Merkmale
Aloe bellatula wächst stammlos, sprosst und bildet dichte Klumpen. Die etwa 16 linealisch spitz zulaufenden Laubblätter bilden dichte Rosetten. Ihre dunkelgrüne Blattspreite ist 10 bis 13 Zentimeter lang und 0,9 bis 1 Zentimeter breit. Auf der rauen Blattoberfläche befinden sich viele hellgrüne Flecken. Die weichen, knorpeligen Zähne am Blattrand sind 1 Millimeter lang. Zur Blattspitze hin sind sie kleiner oder fehlen.

### Blütenstände und Blüten
Der einfache Blütenstand – oder es ist ein Zweig vorhanden – erreicht eine Länge von 60 Zentimeter. Die lockeren, zylindrisch spitz zulaufenden Trauben sind 12 bis 16 Zentimeter lang und 4 Zentimeter breit. Sie werden zur Spitze hin dichter und bestehen aus 35 Blüten. Die deltoid spitz zulaufenden Brakteen weisen eine Länge von 4 bis 6 Millimeter auf und sind 2 Millimeter breit. Die hell korallenroten, glockenförmigen Blüten stehen an 12 Millimeter langen Blütenstielen. Die Blüten sind 13 Millimeter lang und zu ihrer Basis hin verschmälert. Auf Höhe des Fruchtknotens weisen sie einen Durchmesser von 6 Millimeter auf. Ihre äußeren Perigonblätter sind auf einer Länge von 7 Millimetern nicht miteinander verwachsen. Die Staubblätter und der Griffel ragen kaum aus der Blüte heraus.

### Genetik
Die Chromosomenzahl beträgt {\displaystyle 2n=14}.

## Systematik, Verbreitung und Gefährdung
Aloe bellatula ist auf Madagaskar auf Berghängen in Höhenlagen von etwa 1500 Metern verbreitet.
Die Erstbeschreibung durch Gilbert Westacott Reynolds wurde 1956 veröffentlicht. Ein Synonym ist Guillauminia bellatula (Reynolds) P.V.Heath (1994). 
Aloe bellatula wird in Anhang I des Washingtoner Artenschutz-Übereinkommen geführt.

## Nachweise